# Eugyra brewinae
Eugyra brewinae är en sjöpungsart som beskrevs av C.S. Millar 1960. Eugyra brewinae ingår i släktet Eugyra och familjen kulsjöpungar. Inga underarter finns listade i Catalogue of Life.